# Johann Bessler
Johann Ernst Elias Bessler (alias Orffyreus, 1680 - 30. november 1745) var en tysk opfinder, som konstruerede en række apparater, som han hævdede var evighedsmaskiner.

## Karrierens begyndelse
Bessler stammede fra byen Zittau i Sachsen, Tyskland, og efter at have studeret teologi og medicin giftede han sig med en velhavende kvinde og gik i lære hos den dygtige urmager Jakob Manh. Han antog synonymet Orffyreus ved at skrive alfabetets bogstaver i en cirkel og derpå udvælge bogstaverne over for bogstaverne i sit efternavn (det såkaldte ROT13-system); dette giver "Orffyre", hvilket han så latiniserede til Orffyreus. Efterfølgende var det dette navn, han mest var kendt under.

## Orffyreus' hjul
I 1712 ankom han til Gera, hvor han udstillede, hvad han betegnede som et "selvbevægeligt hjul", omkring 2 m i diameter og 10 cm tykt. Når det var kommet i bevægelse, var det i stand til at løfte flere kilo.
Fra Gera fortsatte Bessler til Draschwitz nær Leipzig, hvor han i 1713 konstruerede et endnu større hjul, ca. 2,75 m i diameter og 15 cm tykt. Dette hjul kunne dreje med 50 omdrejninger i minuttet og løfte en vægt på 18 kg. Næste trin var et endnu større hjul i Merseburg, inden han ankom til Hessen-Kassel, hvor Karl 1. var landgreve. Denne var en meget begejstret for mekanik og støttede opfindere inden for dette område. Han ansatte Bessler som handelsrådmand i Kassel og skaffede ham et hjem i Weissenstein-slottet. Det gjorde det muligt for Kessler at frembringe sit hidtil største hjul på 3,7 m i diameter og 14 cm tykt.
Bessler fremviste sit hjul for en række mennesker, idet han altid omhyggeligt sørgede for, at mekanismen inde i hjulet ikke kunne ses, angiveligt for at andre ikke skulle stjæle hans opfindelse. Hjulet blev undersøgt af flere velrenommerede videnskabsmænd, heriblandt professor Willem 's Gravesande fra Leiden Universitet, der ikke kunne finde nogen tegn på snyd i hjulets virkemåde. 12. november 1717 blev det kørende hjul under overværelse af markgreven og andre officielle personer, låst inde i et rum i slottet, hvor vinduer og døre var forseglede. To uger senere blev der åbnet til rummet, og det kunne konstateres, at hjulet fortsat roterede. Derpå forseglede man rummet én gang til, og da det blev åbnet 4. januar 1718, kunne man konstatere, at hjulet roterede med en hastighed på 26 omdrejninger i minuttet.
En række institutioner overvejede muligheden af at købe hjulet af Bessler, men professor 's Gravesande undersøgte apparatets aksel én gang til og kunne igen konkludere, at der ikke var nogen måder, hvorpå hjulet kunne få tilført kraft udefra. Trods denne konklusion ødelagde Bessler sit hjul, idet han beskyldte 's Gravesande for at prøve at opdage hjulets hemmelighed uden at betale for det (han forlangte ellers tyve tusinde pund), og han erklærede, at professorens nysgerrighed havde provokeret ham.

## Senere liv
Efter dette optrin forsvandt Bessler og hans maskine i historiens mørke. Det vides, at han byggede et nyt eksemplar i 1727, og at 's Gravesande indvilligede i at undersøge det igen, men det vides ikke, om dette nogensinde skete. Bessler døde som 65-årig ved et fald fra en fire-en-halv etagers høj vindmølle, som han var ved at konstruere i Fürstenburg.